# 光珠內車站
光珠內車站（日语：／ Kōshunai eki */?）是由北海道旅客鐵道（JR北海道）所經營的鐵路車站，位於日本北海道美唄市光珠內町。本站是JR北海道函館本線上的無人車站，屬於JR北海道本社（札幌總部）的直轄範圍。

## 簡介
站內設有側式與島式月台各一座，共三條乘車線。兩座月台之間透過跨線天橋相連。無人管理的站房設在路線東側的側式月台旁。雖然本站在1948年時才以臨時車站（仮乗降場）的身份設站，但在此地設置鐵路相關設施的歷史卻可以回溯至1920年時設置的光珠號誌站（光珠信号所）。
站名源自於當地的地名光珠內，在愛奴語中為，意指「放置陷阱補獸的小河流」。

### 月台配置
| 月台 | 路線      | 方向 | 目的地           |
| ---- | --------- | ---- | ---------------- |
| 1    | ■函館本線 | 上行 | 岩見澤・手稻方向 |
| 2・3 | ■函館本線 | 下行 | 瀧川・旭川方向   |

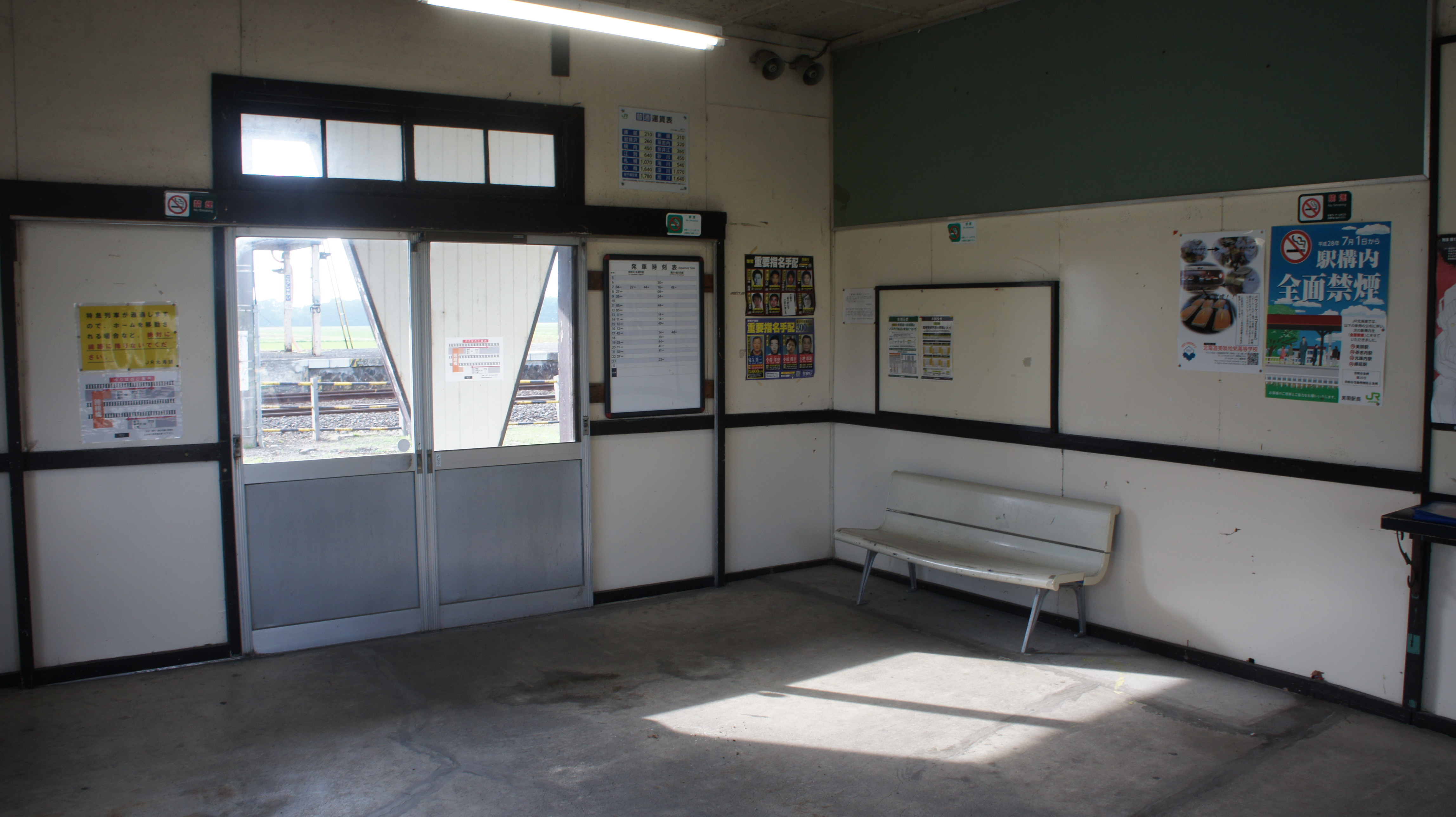
車站內部（2017年7月）
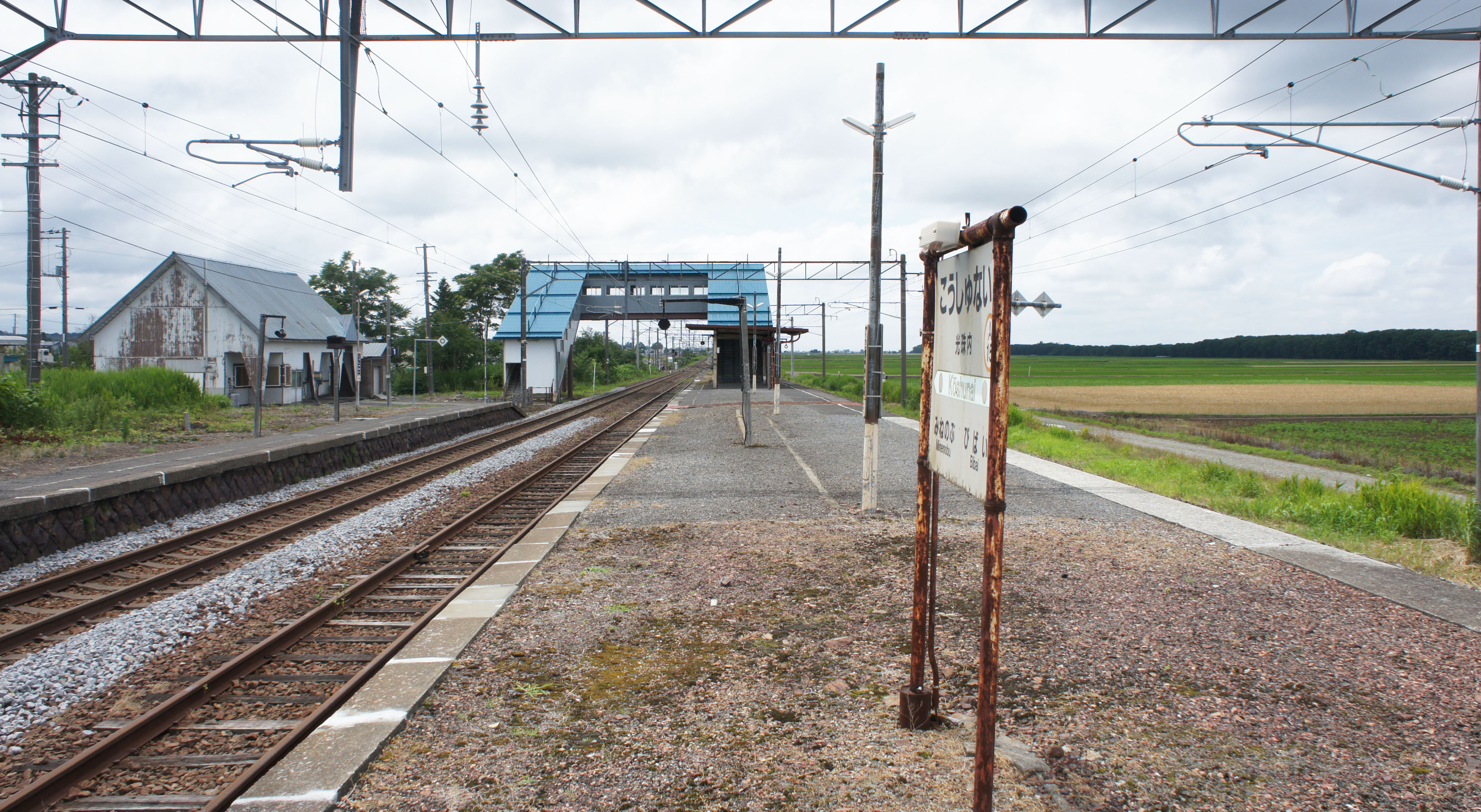
月台（2019年7月）

## 相鄰車站
北海道旅客鐵道（JR北海道）
■函館本線
峰延（A14）－光珠內（A15）－美唄（A16）